# Al-Kulayni
Abu Ja'far Muhammad ibn Ya'qub ibn Ishaq al-Kulayni Al-Razi (født 864, død 941), generelt tiltalt som al-Kulayni, var en af de største Tolver Shia lærde, i særdeleshed kendt for sin traditionssamling Kitab al-Kafi (til tider også refereret til som 'al-Kafi').